# Hakusensha
Hakusensha, Inc. (株式会社白泉社, Kabushiki-gaisha Hakusensha) is een Japanse uitgeverij. Het hoofdkwartier bevindt zich in Chiyoda te Tokio. Het bedrijf specialiseert in manga-magazines en geeft ook computerspellen, OVA's, muziek en anime uit.
Het bedrijf is een dochteronderneming van Shueisha en is dus deels in bezit van Shogakukan. Hakusensha werd opgericht op 1 december 1973 door Shueisha. Vandaag is het een apart bedrijf, maar blijft het deel van de Hitotsubashi Groep.
Vijf maand na de oprichting van het bedrijf gaf Hakusensha zijn eerste manga-magazine uit. Dit was een shojo-magazine getiteld Hana to Yume (花とゆめ, Hanatoyume, "Bloemen en Dromen").

## Publicaties

### Manga-magazines
- Hana to Yume
- Bessatsu Hana to Yume
- The Hana to Yume
- LaLa
- LaLa DX
- Shonen Jets (failliet)
- Melody
- Silky
- Young Animal
- Young Animal Arashi
- Young Animal Island
- HanaMaru Black
- Le Paradis

Bronnen:

### Overige publicaties
- Shosetsu HanaMaru
- Moe
- Kodomo Moe

Bronnen:

### Uitgeverijlabels
Hakusensha publiceert manga en boeken onder de volgende labels:
- Hana to Yume Comics
- Jets Comics
- Hakusensha Ladies Comics
- HanaMaru Comics
- Hakusensha Bunko
- HanaMaru Bunko
- HanaMaru Novels
- HanaMaru Black

## Prijzen
Hakusensha organiseert verschillende manga-wedstrijden voor mangaka die hun professionele debuut willen maken in hun magazines. Dit zijn Hakusensha Athena-nieuwkomersprijs (白泉社アテナ新人大賞, Hakusensha Athena Shinjin Taisho), Hana to Yume Mangaka Course (HMC), LaLa Mangaka Scout Course (LMS), LaLa Manga Grand Prix (LMG) en de Big Challenge Awards (BC).